# Eurhadina diplopunctata
Eurhadina diplopunctata är en insektsart som beskrevs av Huang och Zhang 1999. Eurhadina diplopunctata ingår i släktet Eurhadina och familjen dvärgstritar. Inga underarter finns listade i Catalogue of Life.